# Gorki Leninskije
Gorki Leninskije (ros. Горки Ленинские), do 1924 r. Gorki – osiedle typu miejskiego w Rosji, w obwodzie moskiewskim, 10 km na południe od Moskwy. W 2021 liczyło 3480 mieszkańców.
W Gorkach znajduje się pałac z XVIII wieku, który po rewolucji październikowej przekazano do dyspozycji Włodzimierza Lenina. Lenin mieszkał i pracował tam do swojej śmierci w 1924 roku.

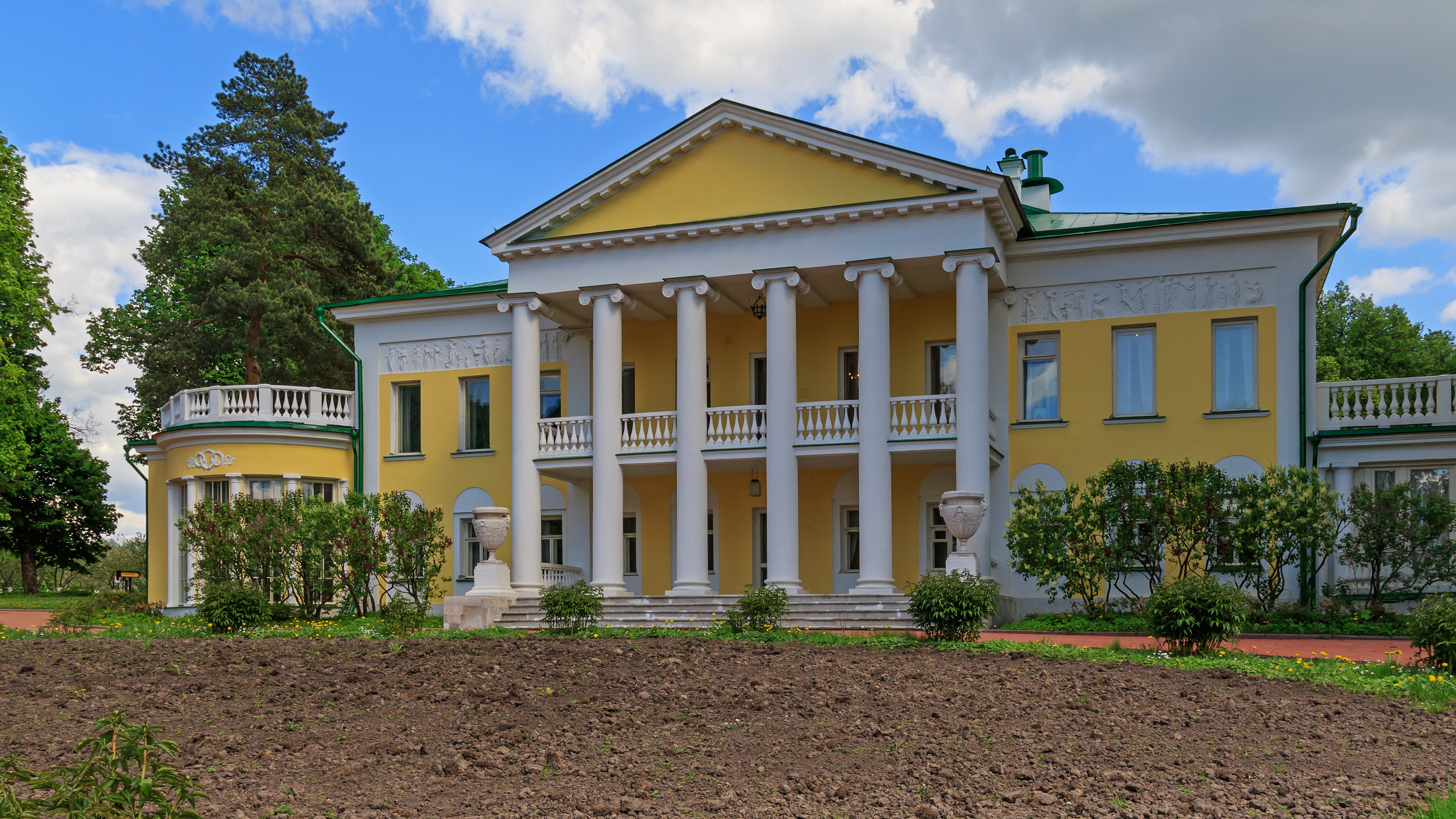
Pałac w Gorkach